# Аналитична химия
Аналитичната химия е дял от химията, който изучава разделянето, идентифицирането и количествената оценка на химичните компоненти на естествени или изкуствени материали. Качественият анализ дава информация за вида на химичните компоненти на дадена проба, а количественият определя количеството на един или повече от тези компоненти. Често преди самия анализ се извършва разделяне на отделните компоненти.
Методите за анализ могат да се разделят на класически и инструментални. Класическите методи, наричани също методи на мократа химия, включват разделяне на компонентите чрез процеси като утаяване, екстракция и дестилация и качествен анализ по цвят, миризма или температура на топене. Количественият анализ се извършва чрез измерване на маса или обем. Инструменталните методи използват специализирано оборудване за измерване на различни физични свойства на анализирания материал, като абсорбция, флуоресценция или електропроводимост. Разделянето на компонентите се извършва с методите на хроматографията или електрофорезата.
Аналитичната химия се занимава също с подобрения в планирането на експериментите, хемометрика и създаване на нови инструменти за измерване. Аналитичната химия има приложение в криминалистиката, биоанализа, клиничната химия, анализа на материали и на околната среда.

## История
Аналитичната химия играе важна роля в химията още от нейното възникване, давайки методологията за установяване на наличните елементи и химични вещества в даден обект. През ранния период на развитие на химията значими аналитични нововъведения са разработването на систематичен елементен анализ от германския химик Юстус фон Либих, както и на систематичен органичен анализ, базиран на характерни реакции на функционалните групи. За пръв път инструментален анализ е приложен от германските учени Роберт Бунзен и Густав Кирхоф, които през 1860 година откриват елементите рубидий (Rb) и цезий (Cs), използвайки емисионна спектрометрия.
Повечето значими постижения в аналитичната химия са направени след 1900 година. През този период инструменталният анализ става преобладаващ, като голяма част от основните спектроскопски и спекрометрични техники са открити в началото на 20 век и са усъвършенствани до края на века. По същото време протича сходно развитие и при процесите на разделяне, които също се превръщат в методи с голяма ефективност. От 70-те години на 20 век много от тези техники се използват съвместно за получаване на пълна характеристика на пробите.
От 70-те години на 20 век насам аналитичната химия все повече се ориентира към въпроси, свързани с биологията, докато преди това тя е концентрирана върху неорганичните вещества и малките органични молекули. В химията все по-често се използва лазерна техника за анализиране на проби и дори за започване или контрол на широк кръг реакции. В края на 20 век се наблюдава и разширение на приложението на аналитичната химия от предимно академичната проблематика към практически области, като криминология или екологични, промишлени и медицински анализи, например в хистологията.
Съвременната аналитична химия е доминирана от инструменталния анализ, като много аналитични химици се концентрират върху определен тип измервателен уред. Изследванията са насочени към нови приложения и открития или към създаването на нови методи за анализ. Много от методите на аналитичната химия, след своето създаване се поддържат умишлено непроменени, за да могат резултатите от тях да бъдат сравними в рамките на продължителни периоди от време. Особено често такъв е случаят с контрола на качеството в промишлеността, както и в криминалистичните и екологични приложения. Аналитичната химия има нарастваща роля във фармацевтичната промишленост, където освен в контрола на качеството, тя се използва и при разработването на нови лекарства и в клинични приложения, при които от ключово значение е разбирането на взаимодействието между лекарството и пациента.

## Дефиниции в аналитичната химия
Система представлява съвкупност от вещества, участващи в определен процес. Хомогенна е системата, в която не се различават нееднородни части. Хетеротенна е системата, която се състои от обособени разнородни части, разделени една от друга с гранична повърхност. Преценка за вида на системата се извършва в зависимост от уреда, който се използва за наблюдение. За хомогенни се приемат системите, които показват еднородност при набюдение с ултрамикроскоп.
Фаза е част на хетерогенна система, отличаваща се с общ състав и свойства и отделена от другите части на системата с фазова граница. В този смисъл хомогенна система може да се разглежда като еднофазна.
Разтвор представлява хомогенна смес на две или повече вещества. Веществото с най-голямо количество в разтвора е разтворител, а останалите вещества са разтворени. По силата на определение с по-общ характер, разтворът е течна, твърда или газообразна фаза, която при определена температура и налягане може да промени състава си в известни граници, като запази хомогенността си.
Химически чисто е вещество, съставено от атомите на един елемент или молекулите на едно химично съединение. Съществуват и други критерии, въз основа на които се определя химически чистото вещество:
- при промяна на агрегатното състояние чистите вещества не променят състава си;
- температура на изпаряване на химически чисти вещества при определено налягане е постоянна величина;
- химически чистите твърди вещества имат строго определена температура на топене и кристална структура.

## Класически методи
Въпреки че съвременната аналитична химия използва сравнително сложна апаратура, корените на аналитичната химия и някои от принципите, използвани в съвременни инструменти са от класическите техники, много от които се използват и до днес. Тези техники образуват гръбнака на образователни аналитични лаборатории по химия.

### Качествен анализ
Качественият анализ определя наличието или отсъствието на даден компонент, но не и масата или концентрацията му.

### Химични изпитвания
Има множество качествени химически тестове, например, киселинния тест за злато и Касъл-Майер, тест за наличие на кръв и много други

### Тест на пламъка
Тестът на пламъка се определя от способността на някои елементи при наличието им да придават определено оцветяване на пламъка. Неорганичният качествен анализ обикновено се прилага по определен алгоритъм, за да потвърди наличието на някои, обикновено под формата на утайки, йони или елементи чрез извършване на поредица от реакции, които елиминират определени възможности и така потвърждават или елиминират предполагаемите вещества. Понякога малките въглерод съдържащи йони са включени в такива схеми. Покрай модерната апаратура тези тестове се използват рядко, но подобни тестове могат да бъдат полезни за образователни цели, както и в областта на работа или при други ситуации, където е ограничен достъпът най-съвременни инструменти или такива инструменти не са целесъобразни.

### Гравиметричен анализ
Гравиметричен анализ включва определяне на размера на наличния материал, чрез претегляне на проба преди и/или след някои трансформация. Типичен пример, използван в програмите за университетско образование, е определянето на количеството на водата в хидрат чрез нагряване на пробата за премахване на вода. Разликата в теглото се дължи на загубата на вода.

### Титруване
Титруване включва добавянето на реагент към разтвор, който се анализира, докато се достигне точката на еквивалентност, която обикновено се проявява при промяна на цвета на разтвора. Често може да се определи размера на материал в разтвора, който се анализира. Най-разпространеният е киселинно-алкалното титруване, включващ индикатор за промяна на цвета. Има много други видове титрувания, например потенциометрично титруване. Тези титрувания могат да използват различни видове индикатори, за да стигне точката на еквивалентност.

## Инструментални методи

### Спектроскопия
Спектроскопията измерва взаимодействието на молекулите с електромагнитно излъчване. Спектроскопията включва много различни приложения като атомна абсорбционна спектроскопия, атомно-емисионна спектроскопия, оптична спектроскопия, рентгено-флуоресцентна спектроскопия, инфрачервена спектроскопия, Раманова спектроскопия, двустраннополяризирана интерферометрия, ядрено магнитно-резонансна спектроскопия, фотоелектронна спектроскопия и други.

### Масспектрометрия
Масспектрометрия измерва съотношението между масата и заряда на молекулите с помощта на електрически и магнитни полета. Има няколко метода на йонизация на молекулите: Йонизация с електронен удар (EI), Химическа йонизация (CI), Йонизация в електрическо поле, Бомбардиране с бързи атоми, Лазерна десорбция/йонизация (MALDI), Електроспрейна йонизация (ESI) и други.

### Електрохимичен анализ
Електроанализът измерва потенциала и/или тока в електрохимичната клетка, съдържаща анализирания обект. Тези методи могат да бъдат категоризирани според характеристиките на клетката, които се контролират и които се измерват. Трите основни категории са потенциометрия (измерва се разликата в електродни потенциали), калориметрия (измерва се тока в клетката в течение на времето) и волрометрия (измерва се тока на клетката, докато се променят потенциала ѝ).

### Разделяне
Методите за разделяне се използват за разделяне на многокомпонентни смеси да по-прости, с цел улесняване на изследването им.

## Приложение
Аналитичната химия намира приложение при медицинския клиничен фармахимичен анализ, анализа на околната среда и анализа на материалите. Изследвания в областта на аналитичната химия в голяма степен се определят от изпълнението (чувствителност границата на откриване, селективност, надеждност, динамичен обхват). Сред основните отрасли на съвременната аналитична атомна спектрометрия най-често срещаните и универсални са оптичната и масспектрометрията.